# Il mattino (Grieg)
Il mattino (Norvegese: Morgenstemning o Morgenstemning i ørkenen; Tedesco: Morgenstimmung; Inglese: Morning Mood) è una delle composizioni più celebri di Edvard Grieg che fa parte delle musiche di scena del Peer Gynt scritte per l'omonimo dramma di Henrik Ibsen; la composizione rappresenta il sorgere del sole.
Fu suonato durante i funerali della regina Giuliana dei Paesi Bassi. Il mattino è stata usata spesso per pubblicità e film.